# Les Rallizes Dénudés
Les Rallizes Dénudés (裸のラリーズ, Hadaka no Rallizes) — японская экспериментальная рок-группа, действовавшая с 1967 по 1996 год. Считается одной из самых влиятельных психоделических и нойз-роковых групп Японии, предвосхитившей музыкальные эксперименты таких исполнителей, как Fushitsusha и High Rise. Помимо своей музыкальной деятельности, группа известна своими радикально левыми взглядами и принципиальной контркультурной позицией, выражавшейся, в частности, в минимизации контактов с прессой и отказом официально выпускать собственные записи.

## История группы
Группа была основана в 1967 году девятнадцатилетним студентом университета Досися Такаси Мидзутани, изучавшим социологию и французскую литературу. Изначально это был фолк-квартет, состоявший из Мидзутани в качестве гитариста, басиста Морияки Вакабаяси, барабанщика Такаси Като и ритм-гитариста Такеси Накамура. Вдохновение молодые музыканты черпали в творчестве The Velvet Underground и независимой японской рок-группы The Jacks, а также в работах современных французских философов. В начале 1968 года Мидзутани и Вакабаяси познакомились с Ёко Накамурой и Тацуо Комацу, основателями экспериментальной театральной группировки «Гендай Гекидзё» (Gendai Gekijo). В мае того же года при помощи Тацуо была сделана первая демозапись группы, включавшая в себя песни «La mal rouge», «Otherwise My Conviction» и «Les bulles de savon». В этот же период появляется якобы «французское» название Les Rallizes Dénudés, предположительно — от любимого участниками «Гендай Гекидзё» выражения «пустой чемодан» (valise denudé), означавшего «никчёмный человек».
Хотя демозапись была сочтена музыкантами неудачной, они продолжают сотрудничать с «Гендай Гекидзё» и совершенствовать своё звучание. Под влиянием The Velvet Underground (особенно их свежевышедшего второго альбома White Light/White Heat) и Blue Cheer музыка Les Rallizes Dénudés становится более «тяжёлой» и экспериментальной. Вдохновлённые перформансами The Velvet Underground в рамках проекта Exploding Plastic Inevitable, Les Rallizes Dénudés и «Гендай Гекидзё» начинают давать совместные мультимедиа-шоу с активным использованием световых эффектов. В это время у Мидзутани окончательно оформляется новая концепция звучания — он даёт ей определение «тотальная сенсорная атака». Музыканты играют максимально громко, экспериментируя с фидбэком и примитивными звуковыми эффектами; структурно композиции приближаются к стандартам немецкого краут-рока и основываются на простых повторяющихся последовательностях, вокруг которых строится импровизация.
В 1969 году Les Rallizes Dénudés дают успешное выступление на университетском музыкальном фестивале и привлекают к себе внимание культурных деятелей Киото. Внутри группы, однако, в это же время нарастает напряжение, связанное с нежеланием Мидзутани записываться в студии. В конечном итоге в составе Les Rallizes Dénudés происходят перемены: в частности, из группы уходит басист Морияки Вакабаяси, изменяется система сотрудничества с «Гендай Гекидзё». В начале 1970 года оно прекращается вовсе.
В марте 1970 года Морияки Вакабаяси принял участие в попытке захвата самолёта, предпринятой участниками Красноармейской фракции Японской Коммунистической Лиги (предшественницы Красной армии Японии). Хотя на тот момент он уже не был участником Les Rallizes Dénudés, группа оказалась под прицелом спецслужб; открытые коммунистические симпатии Мидзутани и его публичные радикалистские заявления только усугубляли дело. Один участник покидает группу за другим, охваченный беспокойством Мидзутани находит укрытие в доме друга и на протяжении всего года практически не появляется на публике. С этого времени Les Rallizes Dénudés окончательно уходят в андеграунд. О деталях их биографии с этого момента известно не очень много: они периодически дают концерты, но в большинстве случаев уклоняются от сотрудничества с прессой и отказываются раскрывать о себе какую-либо излишнюю информацию. Изначально мера предосторожности, со временем эта практика превращается в сознательную артистическую позицию.
После того, как часть участников покинула Les Rallizes Dénudés из страха перед угрозой ареста, состав коллектива меняется: в частности, на какое-то время к нему присоединяются участники дружественной андеграундной группы Murahachibu. В 1973 году Les Rallizes Dénudés принимают участие в записи сборника Oz Days Live, ознаменовавшего закрытие токийского андеграундного клуба Oz. В середине 1970-х обсуждалась возможность выпуска альбома в Великобритании через Virgin Records; в этот момент Les Rallizes Dénudés подошли к изданию «официального» альбома ближе, чем когда бы то ни было, были даже подготовлены записи, но эта затея не была реализована. Состав группы на протяжении всех этих лет несколько раз менялся. Тем временем, по мере развития японской независимой и экспериментальной сцены, культ Les Rallizes Dénudés становится все сильнее. В связи с этим, к началу 1990-x группа становится несколько более открытой по отношению к публике. В 1991 году ограниченным тиражом выходят авторизованные издания трёх альбомов. В 1992 году режиссёр Этан Музике снимает о группе фильм, музыканты дают ему ограниченное разрешение на съёмку. В 1996 году журнал etcetera посвящает Les Rallizes Dénudés целый выпуск, к изданию прилагается семидюймовая пластинка, записанная в 1993 году.
Последнее публичное выступление Les Rallizes Dénudés состоялось в том же 1996 году. О том, что происходит с Мидзутани и другими участниками группы после её распада, сведений очень мало. Какое-то время Мидзутани живёт во Франции, в 1997 году он записывает совместный концертный альбом с джазовым музыкантом Артуром Дойлом (выпущен в 2003). Начиная с 2004 года записи Les Rallizes Dénudés (в том числе и очень редкие) переиздает фирма Univive, за которой, как предполагается, стоит кто-то из бывших участников группы.

## Избранная дискография
За все годы своего существования Les Rallizes Dénudés не выпустили ни одного официального альбома: практически все существующие релизы состоят из архивныx неофициальных записей (преимущественно, концертных) и невыпущенных демоплёнок. Ряд записей, однако, в среде поклонников считается «каноничным», а некоторые релизы (в частности, вышедшие в 1991 году на Rivista), как предполагается, являются авторизованными. В число наиболее популярных и признанных записей Les Rallizes Dénudés входят, в частности, такие альбомы, как:
- Oz Days Live (2xLP, Oz, 1973)
- 67-69 Studio et Live (CD, Rivista, 1991)
- Mizutani/Les Rallizes Dénudés (CD, Rivista, 1991)
- 77 Live (2xCD, Rivista, 1991). Другие версии: Fucked Up And Naked (неофициальный релиз, 2002), Le 12 Mars 1977 À Tachikawa (неофициальный релиз, 2003)
- Blind Baby Has Its Mother's Eyes (СD, Phoenix, 2010)
- Mars Studio 1980 (3xCDr, Univive)
- Double Heads (6xCDr, Univive)
- Cable Hogue Soundtrack (2xCDr, Univive)
- Heavier Than a Death in the Family (CD, Phoenix)
- Flightless Bird (CD, 10th Avenue Freeze Out, 2006)